# 꿈빛 파티시엘의 등장인물 목록
꿈빛 파티시엘의 등장인물 목록이다.

## 세인트 마리 학교 일본 분교
감딸기
(일본명: 아미노 이치고)
원가온(일본명카시노 마코토)
성우 - 1기:양정화 + 프로페셔널: 신용우
파트너 : 쇼콜라
출생: 4월 18일 
나이: 14세 
신장: 163cm 
혈액형: B형 
세인트 마리 학원 중등부 2학년 A 그룹에 속한 (딸기팀) 초콜릿을 이용한 분야를 전문으로 하고 서로진 · 안도하와 함께 스위트 왕자 라고 불리고 있다. 안도하와는 소꿉친구. 기술적인 부분에 대해서는 타인에게도 자신에게도 매우 엄격하고 감정 표현은 어색한 일명 츤데레이다.
안도하(일본명안도 센노스케)
성우 - 최승훈
파트너 : 캐러멜
전통과자 가게집 아들로 다섯 형제 중에 장남이다.〈스위트 왕자〉중의 한 명이며, 가온이와는 소꿉친구 사이. 붙임성이 좋고 싹싹한 성격이지만, 난처한 사람을 내버려 두지 못해 여러모로 고생을 사기도 한다. 언젠가 동서양의 과자를 접목시킨 자신의 가게를 여는 것이 꿈. 2기에서는 2년 사이에 차분하고 어른스러운 분위기의 소년으로 성장하며, 전통과자점 몽월의 아들로, 언젠가 몽월 옆에 동서양의 과자를 접목시킨 과자 가게를 열겠다는 자신의 꿈을 위해 열심히 노력하고 있다.(여자친구를 만들었다고 2기 11화에 나왔다)
서로진
이레몬(일본명야마기시 레몬)
성우 - 류점희
파트너 : 민트
케이크 그랑프리에서 딸기팀와 붙은 적이 있었던 세인트 마리 학원 파리 본교의 학생. 2기에서 일본으로 전학을 오고 월반하여 딸기와 같은 학년이 되었다. 딸기와 맞붙는 사이에 완전히 친해져서 딸기를 친언니처럼 잘 따르고 있다. 그녀도 일본마리즈가든 프로젝트에 참가했다. 프로페셔널에서는 딸기와 같은 팀이 되었다.20화~21화에 잠깐 등장했다가,나중에 40화에 리카르도의 팀원으로 또다시 등장한다.
앙리 루카스 /Henri Lucas)
성우 - 김장
2월 14일 출생 나이:26세 신장:178cm 혈액형:O형
세인트 마리 학원 강사 일본 학교에서는 고등부를 담당. 프랑스의 유명한 케이크 가게 '마리 플렌느의 창업자 마리 루카스의 증손이기도 하다. 딸기의 날카로운 미각과 풍부한 감수성을 한눈에 알아보고는 딸기를 학원에 스카우트했다. 딸기가 지금의 길로 전진하는 계기를 만든 인물로 현재 업계에 한계를 느끼고 있으며 상승 지향이 강하고 업계의 새로운 발전을 목표로 하고 있다. 그 자세는 금욕이며 심사 위원이었을 때 교만과 타협하여 방심했다가는 가차없이 그 문제점을 들이대고 평가 자체도 매우 엄격하게 실시한다. 그것은 자신이 눈독 들이는 사람도 동일. 제자인 마리,프랑소와도 프로젝트에서 제외, 테스트를 위해 경기 이상으로 한 연극을 하는 등 공작을 하거나 뛰어난 발상 기술 자세를 냉정하게 평가하는 반면 그 목적과 심사 평가를 위한 경우 상대의 감정 심정을 고려하지 않는 듯한 인선 행동을 취하는 경우도 많다.
딸기 할머니는 생전에 안면이 있다.
원작에서는 마리를 사랑했으나 마음을 정리하려고 했다. 그러나 딸기의 작전으로 결국 용기를 내고 마리한테 청혼한다.
조니 맥빌 (Johnny McBeal)
파트너 - 메이즈
성우 - 류승곤
자유분방하고 뒤끝 없는 성격의 일본계 미국인 소년. 교복을 입지 않으며, 딸기와 동급생. 공주희와는 사촌지간. 호불호가 분명한 타입으로 다른 사람의 의견을 잘 듣지 않고 뭐든지 혼자서 해치우려는 것이 조금 문제이지만, 딸기와는 의외로 의견이 잘 맞는 듯. 딸기를 좋아한다.
공주희(일본명코시로 미야)
성우 - 야하기 사유리, 윤여진
파트너 : 마롱
제과 업계에서 이름이 높은 샤토 제과의 딸로, 조니 맥빌과 사촌. 처음에는 실력이 별로였지만 꾸준한 노력 덕분에 어느새 제빵 실력도 많이 성장하였다. 세계 케이크 그랑프리에서는 판도라 학교를 인수해서 세계 케이크 그랑프리에 나가게 된다. 가온이를 무척 좋아해서 그의 마음을 얻어보려고 많은 노력을 하지만 별로 소득은 없었다. 2기에서 딸기팀이 파리로 유학을 갔다온 다음 다시 세인트로 돌아왔을 때 가온이만 월반해 주희와 같은 고등부 2학년이 되는데 이 때도 주희는 가온이의 마음을 얻어보려고 노력한다.
현마리
성우 - 이현진
파트너 : 허니
천재적인 실력을 갖춘 파티시엘로, 딸기가 유학을 떠나기 전에는 세인트 마리 학원의 학생회장이었으나 현재는 학원을 졸업하고 앙리의 프로젝트에 참가하여 뉴욕에 있는 가게를 맡고 있다. 여전히 앙리를 좋아하고 있는 듯하다. 뉴욕에서 앙리의 프로젝트에 참여하는데 일이 잘 풀리지 않아서 유학을 다녀온 딸기가 도와주러 와준다. 덕분에 프로젝트를 성공하였다.
원작에서는 사랑하는 앙리 선생님과 결혼에 성공하지만 애니에서는 케이크 그랑프리에서 우승하고 파리로 유학갔다.
나루미
성우 - 정혜옥
6월 11일 출생 14세 신장:158cm 혈액형:B형 세인트 마리 학원 중등부 2학년. C 그룹의 대표. 딸기의 기숙사 룸메이트 의지할 수 있는 여장부 오사카 출신 칸사이 사투리로 말한다. 프랑스어를 골칫거리로 기초 수 있지만 응용력에 잘게 썬다. 스위트 왕자 의 이름은 그녀가 붙였다. 장거리 연애이지만 타쿠야라는 남자친구가 있다. 애니메이션에서는 고등부 1년 진급 후 딸기팀과 친구가 되지만 앙리 프로젝트와 새로운 팀 딸기에게 참여하고 있지 않다.
이가을
성우 - 박리나
딸기와 친한친구 루미와도 친하며 링고(능금이)라는 여동생이 있다. 안도하를 좋아하는데 이로 인해 어느 에피소드에서는 누구에게 잘보여 화과자집 부인이 되기 위해서다라는 농담까지 듣는다. 그녀는 2기에서 마리즈 가든의 안도하에서 일하게 된다. 스위트 요정은 없으나 캬라멜의 목소리를 들은 적이 있었다.

## 스위트 요정
바닐라
쇼콜라
캐러멜
카페
메이즈
성우 : 정혜원
조니의 파트너인 스위트 요정. 구운 과자라면 전반적으로 뛰어난 솜씨를 발휘한다. 기품 있는 행동이 특징적이며 예의범절에 대해서 잔소리가 많은 편이다. 간혹 엉뚱한 일본 속담을 이야기하기도 한다. 한 번 화를 내면 그 누구도 제어할 수 없을 정도로 무서워 진다.
민트
성우 : 정혜옥
레몬의 파트너인 스위트 요정. 스위트 정령들 중에서는 가장 나이가 어리지만 실력은 확실하다. 딸기를 잘 따르는 레몬과 마찬가지로, 바닐라를 우수한 선배로 여기며 잘 따른다.(어떤 에피소드에서는 민트가 150살이라고 나오는 것도 있다)
마롱
성우 : 야하기 사유리, 윤여진
주희의 파트너인 스위트 요정. 밤을 사용한 과자 만들기가 특기이며, 특히 몽블랑은 최고 수준을 자랑한다. 새침떼기 아가씨 같은 행동은 주희와 매우 비슷하다.
허니
성우 : / 이현진
마리의 파트너인 스위트 요정. 벌꿀을 사용한 과자 만들기가 특기로, 천재적인 실력을 갖고 있기에 스위트 요정들의 동경의 대상이 되고 있다.
바질
리카르도의 파트너인 스위트 요정. 리카르도와 마음이 잘 맞는 듯 하다.
카시/카온
스위트 요정. 아직 파트너는 없다. 초콜릿을 사용한 과자가 특기로, 나르시, 안디와 같이살며, 어머니가 농원을 하신다.(2기에서 밝혀지며, 후에 딸기가 스리히 데 랑주-딸기타르트, 천사의 미소라는 뜻-를 만들기 위해 그의 어머니가 운영하는 농원에서 딸기를 얻는다) 가온이와 여러모로 아주 닮은 모습이다. 쇼콜라는 그를 좋아한다. 후에 베지터블 스위트가게를 운영한다.
안디/토르하
스위트 요정. 아직 파트너는 없다. 화과자가 특기로, 카온, 나르시와 같이 산다. 도하와 여러모로 아주 닮은 모습이다. 후에 베지터블 스위트가게를 운영한다.
나르시
스위트 요정. 아직 파트너는 없다. 설탕공예가 특기로, 카시, 안디와 같이 산다. 로진이와 여러모로 아주 닮은 모습이다. 후에 베지터블 스위트가게를 운영한다.

## 세인트 마리 학원 파리 본교
파리 본교에서는 학생들 모두에게 스위트 정령이 뒤따르고 있다.
리카르도·베니네 / 스기하라 토모리
40회서부터 등장. 세인츠 메리 학원의 유학생. 파리 본교의 대표자. 통칭 리키. 세계 케이크 그랑프리 제일 시합으로, 딸기들과 대전하는 팀 리카르도의 리더이며 딸기가 지하철역 구내에서 미아가 되어 있었을 때에 알게 되었다.딸기에 대해 허물없는 곳이 있어 스위트 왕자로부터 적대시되어 체리남이라고 한다. 팀원은 엘리자베스, 클라라, 야마기시것. 프로페셔널에서는 마리의 숍의 팀의 일원이고 텐노지 마리의 좋은 이해자가 되고 있다.
클라라·헌트 / 이시하라 카오리 / 김영은
40화서부터 등장. 독일 출신. 리카르도의 팀메이트. 학년 No.1의 성적으로 통계학이 자신있고 팀의 브레인. 요정은 에스트라곤
엘리자베스
40화서부터 등장. 영국 출신. 리카르도의 팀원. 요정은 로리에
집이 향수가게를 해 후각이 좋다. 학교에서는 향기의 소믈리에라고 말해진다. 요정은 로 리에
호세 세인츠 / 미네 노부야 / 최지훈
40이야기로부터 등장. 성메리 학원 안도라 공국교의 유학생.오기의 팀원.오기의 세인트 제과의 힘에 의해 세인트 메리 학원 안도라 공국교를 매입해져 버려, 그 다음은 오기의 팀원이 되었다. 팀원은 안토니오(히라타 카스케),미게이르(코시다 나오키). 호세는 흥분하면 소 보고 싶게 돌진하는 버릇이 있어, 미게이르는 감동하면 춤 내는 버릇이 있다.
프랑소와 아지나 / 이노우에 마리나 / 정혜원
40회에서부터 등장. 세인트 메리 학원·파리 본교의 대표자. 통칭 프랑소와. 세계 케이크 그랑프리 준결승으로, 팀 텐노지를 물리친 팀 프랑소와의 리더.앙리 이래의 천재라고 소문되고 있어 창작한 스위트는 궁정 레시피로 선택되는 쾌거. 팀원은 도미니크·다류(스미채자),케이티·캐프시누(히가사 요코),이자베라·안트넷티. 그녀들은 앙리가 유럽 각지의 성메리 학원의 분교를 방문해 스카우트한 엘리트중의 엘리트이다.